# Patrick McCarty
Patrick McCarty (Zanesville, 23 januari 1928 – Asheville, 15 november 2015) was een Amerikaans componist, muziekpedagoog, trombonist en bibliothecaris.

## Levensloop
McCarty studeerde eerst aan de West Virginia Universiteit in Morgantown en vervolgens aan de bekende Eastman School of Music van de University of Rochester in Rochester. Verder studeerde hij aan het Baldwin-Wallace College in Berea. Tot zijn tromboneleraren behoorden M. Dee Stewart, Allen Kofsky en Edwin Anderson. Verdere studies maakte hij in de vakken Bibliothecaris en informatiewetenschappen aan de Case Western Reserve University in Cleveland alsook aan de Kent State University in Kent.
Als (bas-)trombonist werkt hij met verschillende orkesten, zoals het Hanna Theatre Orchestra, het Palace Theatre Orchestra, het Row Theatre Orchestra allemaal in Cleveland (Ohio), het Canton Symphony Orchestra en het Ohio Chamber Orchestra, maar ook met muzikanten en entertainers  als Tony Bennett, Burt Bacharach, Michel Legrand, Henry Mancini en Bernadette Peter. In 1982 vertrok hij naar New York en werkte in verschillende Broadway Theatre orkesten, maar speelde ook in Rock-'n-roll bands mee. Verder werkte hij bij opnames van zangers als Rhys Chatham, Petr Kotik, Ben Neill en La Monte Young als (bas-)trombonist mee. 
Als muziekpedagoog (docent voor muziektheorie en instructeur voor trombone) was hij verbonden aan het East Carolina College, het Newark State College en aan de Loyola Universiteit New Orleans in New Orleans. 
Hij werkte als bibliothecaris van het American Composers Orchestra, Brooklyn Philharmonic Orchestra en het Opera Orchestra of New York. Patrick McCarty overleed in 2015 op 87-jarige leeftijd.

## Composities

### Werken voor orkest
- Recitative and Fugue, voor trombonekwartet (gepubliceerd 1960)
- Sonata, voor bastrombone en strijkorkest (of strijkkwartet, of piano) (gepubliceerd 1962)
  1. Allegro non troppo
  2. Andantino
  3. Vivace

### Werken voor harmonieorkest
- 1956 Ballata, voor harmonieorkest
- 1975 Exitus, voor harmonieorkest
- 1981 Aria and Rondo, voor trombone en klein harmonieorkest